# TT195
La tombe thébaine TT 195 est située à el-Assasif, dans la nécropole thébaine, sur la rive ouest du Nil, face à Louxor en Égypte.
C'est la sépulture du scribe Bekenamon (Bȝk-n-Jmn), datant de la XXe dynastie.
La femme de Bekenamon s'appelle Oueretnéfert.

## Description

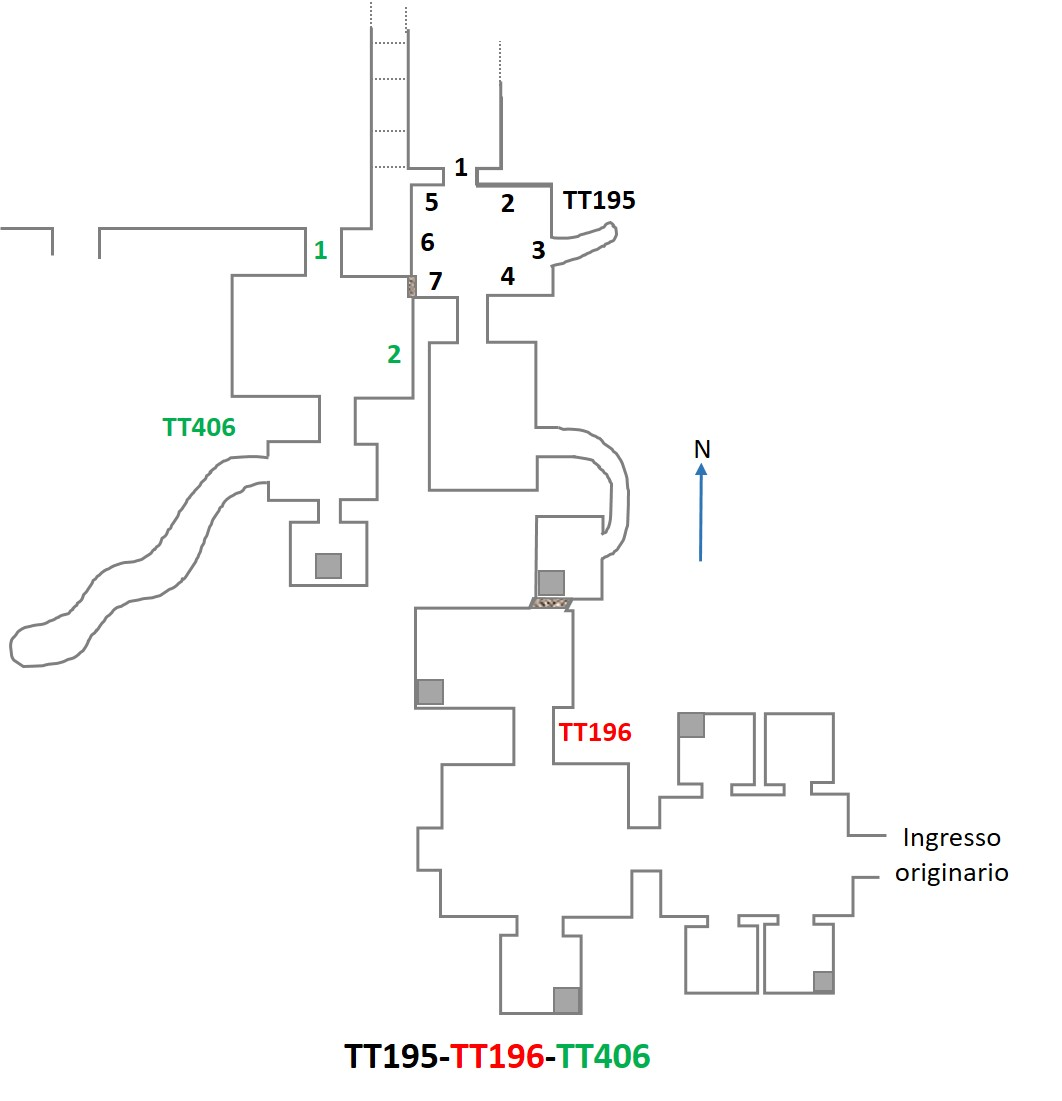